# Александрія (Румунія)
Александрія, Олександрія (рум. Alexandria) — місто в Румунії, адміністративний центр жудця Телеорман. Населення 59 тис. мешканців (2002). Розташоване у Мунтенії (Південна Румунія), на річці Ведя.

## Історія
Назване у 1834 році на честь Александра ІІ Гіка, тодішнього принца Румунії. Місто було засноване як залізнична станція, яка б сполучала із дунайським портом Зимниця, на прохання мешканців Мавродіна. Планування міста виконане Отто фон Моріцом. Під час російсько-турецької війни 1877–1878 рр. разом із містом Зимниця був важливим пунктом складування провіанту для російської армії.

## Господарство
Транспортний вузол. Борошняна промисловість, металообробка, деревообробка, первинна обробка льону і конопель.